# Dąbek (Sławsko Dolne)
Dąbek – część wsi Sławsko Dolne w Polsce, położona w województwie kujawsko-pomorskim, w powiecie mogileńskim, w gminie Strzelno. 
Wchodzi w skład sołectwa Sławsko Dolne.
W latach 1975–1998 Dąbek administracyjnie należał do województwa bydgoskiego.